# Virus T-lymphotrope humain
Espèce
- type 1 (HTLV-1)
- type 2 (HTLV-2)
- type 3 (HTLV-3)

— non-classé — :
- type 4 (HTLV-4)

Le virus T-lymphotrope humain (HTLV, de l'anglais Human T-lymphotropic virus) est le premier rétrovirus infectant l'Homme à avoir été isolé. Depuis, deux autres types ont été découverts : le HTLV-2 et HTLV-3. Il n'a pas été établi que des maladies étaient induites par ces deux derniers virus, mais le HTLV-1 est la cause de divers cancers comme des leucémies et des lymphomes.
En 2006, le nombre de personnes dans le monde infectées par le HTLV-1 et HTLV-2 est estimé à 20 millions.

## Histoire
C'est au Japon, en 1977, que les conséquences du HTLV ont été observées pour la première fois, mais il faudra attendre 1980 pour que l'équipe de Robert Gallo menée par Bernard J. Poiesz isole le virus.
En 1982, un second type de HTLV est découvert chez des patients ayant une variante de la leucémie induite par le HTLV-1, il n'y a pas de preuve claire que le HTLV-2 soit responsable de cette maladie.
Des facteurs environnementaux ou impliquant des différences de taux de population venant de régions plus à risque pourraient peut-être jouer un rôle épidémiologique. Une étude a montré que le nombre de cas de HTLV-1 trouvé chez les donneurs de sang de l'ouest des Midlands était plus bas que dans le South Thames (pour la période étudiée, 1988 et 1999).

## Classification
Le HTLV est du genre deltarétrovirus et comprend trois types classés (HTLV-1, HTLV-2 et HTLV-3) et un non classé (HTLV-4). Les trois premiers types de HTLV ont des équivalents simiens, qui sont les virus T-lymphotropes simiens (STLV de l'anglais Simian T-lymphotropic virus) et sont tous classés dans l'espèce des virus T-lymphotropes des primates (PTLV de l'anglais Primate T-lymphotropic virus) .
Les STLV sont les ancêtres des HTLV et sont passés du singe à l'Homme tout comme le virus de l'immunodéficience simienne (VIS) avec le virus de l'immunodéficience humaine (VIH) .

## HTLV-1
Le HTLV-1 est endémique dans plusieurs régions du monde, principalement sur la côte Atlantique du nord, en Amérique du Sud, dans les Caraïbes (dont les Antilles françaises), en Afrique centrale et de l'Est, ainsi qu'au Japon. Il existe trois sous-types de HTLV-1, de A à C, le sous-type A étant le plus répandu.
En 2006 et 2007, selon les sources, de dix à vingt millions de personnes étaient infectées par ce virus et 5 % de ces personnes avaient des risques de développer une des maladies induites par le HTLV-1 ,. Après une longue période asymptomatique (sans conséquence sur l'organisme), environ la moitié de ces 5 % développe une leucémie à cellules T de l'adulte (ATL) qui se révèle rapidement mortelle, alors que les autres sont atteints de diverses maladies inflammatoires .
Le HTLV-1 est très proche d'un rétrovirus infectant les bovins, le virus de la leucémie bovine (BLV), c'est pourquoi ce dernier est utilisé comme modèle de recherche in vivo .

## HTLV-2
Ce virus est présent chez certains toxicomanes aux États-Unis et en Europe, mais aussi de manière endémique chez les Amérindiens et certains Pygmées. Aucune maladie n'est clairement associée à ce virus qui est généralement sans effet chez l'homme.

## HTLV-3
Ce virus a été découvert en 2005 et on sait pour l'instant très peu de choses sur lui, .
Durant les années 1980, le VIH-1 a été confondu avec le HTLV, dont certains chercheurs pensaient qu'il était un nouveau type. Le VIH-2 a également fait l'objet d'une telle confusion; durant la même période il a été appelé par certains « HTLV-4 » .